# Stilpnus vicinus
Stilpnus vicinus är en stekelart som beskrevs av Jussila 1988. Stilpnus vicinus ingår i släktet Stilpnus och familjen brokparasitsteklar. Inga underarter finns listade i Catalogue of Life.